# Башкиров, Василий Николаевич
Васи́лий Никола́евич Башки́ров (1870—1942) — русский архитектор, автор ряда построек в Москве и Московской области.

## Биография
Родился в Вятской губернии 27 февраля 1870 года.
В 1893 году окончил Московское училище живописи, ваяния и зодчества, а в 1897 году — Высшее художественное училище при Императорской Академии художеств со званием художника архитектуры. В 1896 году был допущен к исполнению архитектурного проекта на получение звания художник-архитектор по классу архитектора А. Н. Померанцева. Малая серебряная медаль от Московского художественного общества. Получил звание художника-архитектора за «проект театра». Пенсионер Академии художеств (с 1898).
Сотрудничал с художником В. М. Васнецовым, по проектам которого осуществил три постройки. Член Московского архитектурного общества с 1900 года. C 1904 по 1907 годы работал в Службе производства тока городских железных дорог.
В последние годы работал в тресте «Центрэнергомонтаж». Умер 29 октября 1942 года.

## Проекты и постройки

### Москва
- Постройка дома по рисункам В. М. Васнецова. Переулок Васнецова, 13 (1893—1894);
- Ограда с парадными воротами в музее П. И. Щукина (совместно с А. Э. Эрихсоном). Малая Грузинская улица, 15 (1896);
- Особняк И. Е. Цветкова (совместно с Б. М. Шнаубертом, по рисункам В. М. Васнецова). Пречистенская набережная, 29 (1901);
- Фасад здания Третьяковской галереи (по рисункам В. М. Васнецова, строительство вёл архитектор А. М. Калмыков). Лаврушинский переулок, 10 (1900—1903);
- Здание Пречистенских курсов. Курсовой переулок, 17 (1905);
- Здание Центральной электрической станции городского трамвая (также известно как ГЭС-2). Болотная набережная, 15 (1906);
- Учебное здание. Большой Саввинский переулок, 10 (1911);
- Пристройка к Кустарному музею (совместно с А. Э. Эрихсоном). Леонтьевский переулок, 7 (1912);
- Жилой дом. Первый Неопалимовский переулок, 10 (1908—1913);

### Московская область
- Церковь-часовня Иоанна Воина. Село Мартьяново Пушкинского района (1902; не сохранилась, часть стены использована при возведении новой церкви)[3];
- Церковь Троицы Живоначальной. Деревня Аверкиево, Павлово-Посадский городской округ (1911—1914). Построена в неорусском стиле предводителем московского дворянства А. Д. Самариным в память о своей супруге Вере Мамонтовой-Самариной, известной как «девочка с персиками» с картины В. А. Серова.